# 宍倉徳子
宍倉 徳子（ししくら のりこ、1937年- ）は、日本のスクリプター、脚本家、映画監督、プロデューサー。夫は俳優・映画監督の鈴木俊継。本名は鈴木 徳子（旧姓：宍倉）。穴倉 徳子と誤記される資料も存在する。

## 来歴
千葉県出身。大学時代から東宝特撮映画の撮影現場で、働いていたという。

## 主な担当作品

### 監督作品
- ウルトラマン怪獣大決戦（1979年）

### プロデュース作品

#### 映画
- 丹波哲郎の大霊界2 死んだらおどろいた!!（1990年）
- ウルトラQ ザ・ムービー 星の伝説（1990年）
- ヴァージニア（1993年）
- 白衣のアマゾネス（1995年）
- D坂の殺人事件（1998年）
- 麗猫伝説 劇場版（1998年）
- infinity 波の上の甲虫（2001年）

#### テレビドラマ作品
- スターウルフ（1978年）
- 白い手美しい手呪いの手（1979年）
- 怪奇!金色の眼の少女（1980年）
- 可愛い悪魔（1982年）
- 麗猫伝説（1983年）
- 伊豆温泉めぐり殺人ルート（1994年）
- ウルトラマンティガ（1997年）コダイ プロデューサー（実相寺昭雄監督回のみ）

#### オリジナルビデオ作品
- 女囚処刑人マリア（1994年）
- 女囚処刑人マリア2（1995年）

### 脚本作品

#### テレビドラマ作品
- 特別機動捜査隊 第81話「過去の影」（1963年）

### スクリプター作品

#### テレビドラマ作品
- ウルトラQ（1966年）
- ウルトラマン（1966年 - 1967年）
- ウルトラセブン（1967年 - 1968年）
- シルバー仮面（1971年 - 1972年）
- 波の盆（1983年）

#### 映画
- 有難や節 あゝ有難や有難や （1961年）
- 一本杉はなにを見た （1961年）
- 銀座ジャングル娘 （1961年）
- 東京のお転婆娘 （1961年）
- 舞妓の上京 （1961年）
- 青年の椅子 （1962年）
- 抜き射ち三四郎 （1962年）
- 渡り鳥故郷へ帰る （1962年）
- 青い山脈 （1963年）
- 男の紋章 （1963年）
- 俺は地獄の部隊長 （1963年）
- 関東遊侠伝 （1963年）
- 競輪上人行状記 （1963年）
- 空の下遠い夢 （1963年）
- 帝都物語（1988年）
- 二十世紀少年読本（1989年）

## 出演作品
- DVD『ウルトラセブン』VOL.7特典映像『ウルトラアペンディックス 夢の世界で』（1999年）